# Itatí (departement)
Departamento Itatí is een departement in de Argentijnse provincie Corrientes. Het departement (Spaans:  departamento) heeft een oppervlakte van 890 km² en telt 8.774 inwoners.

## Plaatsen in departement Itatí
- Itatí
- Ramada Paso